# Washington Stecanela Cerqueira
Washington Stecanela Cerqueira (sinh ngày 1 tháng 4 năm 1975) là một cầu thủ bóng đá người Brasil.

## Đội tuyển bóng đá quốc gia
Washington thi đấu cho đội tuyển bóng đá quốc gia Brasil từ năm 2001 đến 2002.

## Thống kê sự nghiệp
| Đội tuyển bóng đá Brasil | Đội tuyển bóng đá Brasil | Đội tuyển bóng đá Brasil |
| Năm                      | Trận                     | Bàn                      |
| ------------------------ | ------------------------ | ------------------------ |
| 2001                     | 6                        | 1                        |
| 2002                     | 3                        | 1                        |
| Tổng cộng                | 9                        | 2                        |